# Maria Francisca de Savoia
Maria Francisca de Savoia (Marie Françoise Élisabeth; 21 iunie 1646 – 27 decembrie 1683) a fost prințesă de Savoia și regină consort a Portugaliei. Ea a fost fiica cea mică a lui Charles Amédée, Duce de Nemours și a Élisabeth de Bourbon. Maria Francisca a fost soția a doi regi ai Portugaliei. Prima dată a devenit regină la vârsta de 20 de ani în ziua căsătoriei cu Afonso al VI-lea. Deoarece căsătoria nu s-a consumat, ea a putut să obțină anularea ei.

La 28 martie 1668 s-a căsătorit cu fratele lui Alfonso, Infantele Petru, Duce de Beja, care a fost numit prinț regent în același an din cauza incompetenței lui Alfonso. Maria Francisca a devenit a doua oară regină a Portugaliei când Petru i-a succedat fratelui său sub numele de Petru al II-lea în 1683. Maria Francisca a murit un an mai târziu.

## Familie
Maria Francisca s-a născut la Paris și a fost botezată Marie Françoise Élisabeth fiind strănepoata lui Henric al IV-lea al Franței cu metresa sa Gabrielle d'Estrées. Singura ei soră care a atins vârsta maturității a fost Marie Jeanne de Savoia. Înainte de căsătorie era intitulată Mademoiselle d'Aumale, un titlu derivat de la ducatul de Aumale  care era proprietatea tatălui ei.

## Prima căsătorie

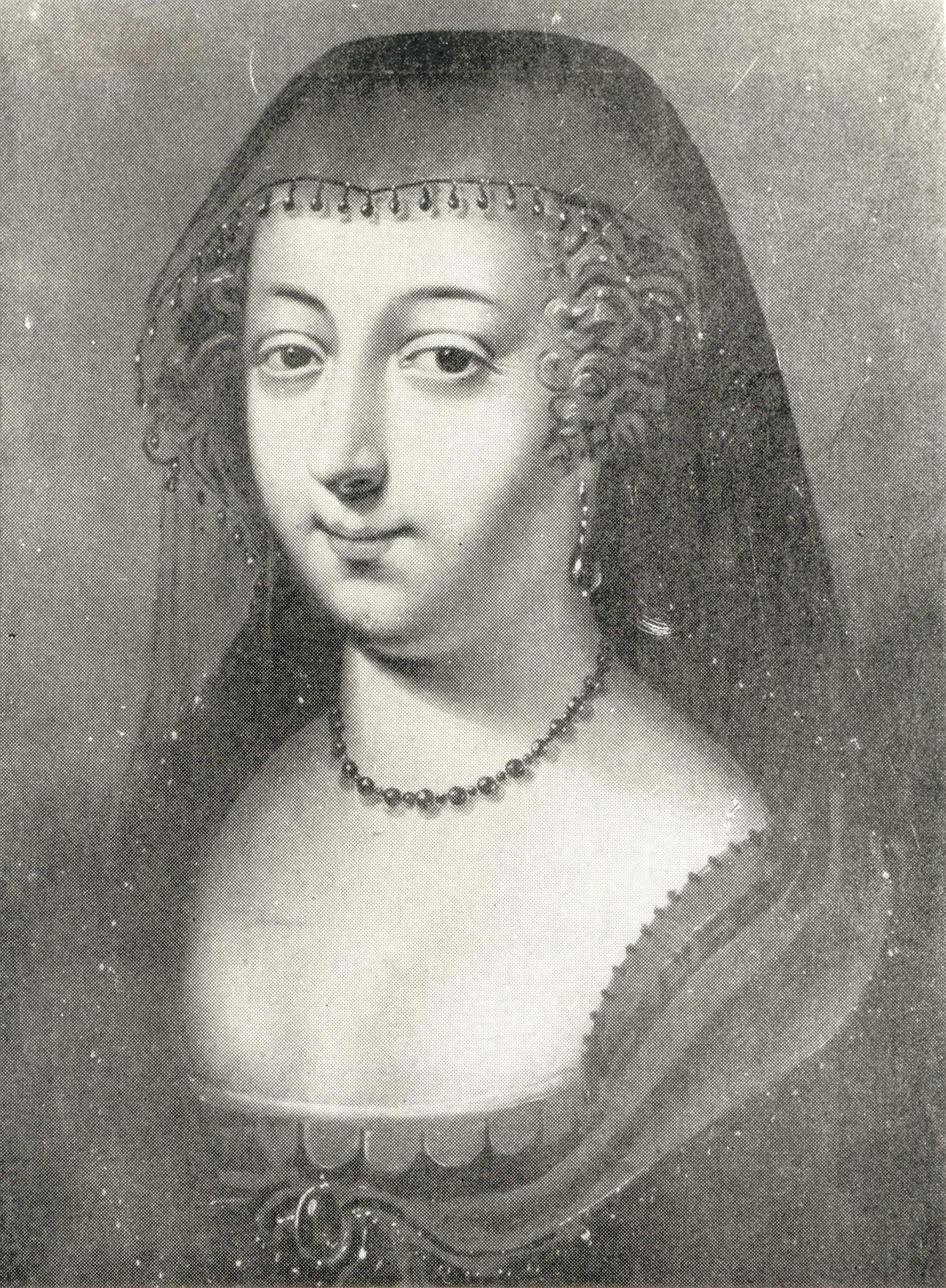
Marie Françoise de Savoie-Nemours.

Având nevoie de sprijinul Portugaliei împotriva dușmanului comun, Spania, regele Franței, Ludovic al XIV-lea, a aranjat o căsătorie între Marie Françoise, un membru important al nobilimii franceze ca verișoară a regelui și noul rege portughez, Afonso al VI-lea, un tânăr bolnav care era paralizat pe partea stângă și instabil psihic.
Ea a plecat de la La Rochelle, la bordul vasului Vendôme. La sosirea ei în Portugalia, a devenit cunoscută sub numele de Maria Francisca Isabel de Sabóia. A fost profund dezamăgită de noua ei viață la curtea portugheză. Cu toate acestea, nunta cu regele Afonso a avut loc la 2 august 1666. Curând ea a participat împreună cu cumantul ei, Infantele Petru, la lovitura de stat care a încheiat guvernarea lui Luís de Vasconcelos e Sousa, al 3-lea conte de Castelo Melhor.
Cum războiul portughez de restaurare a continuat, incapabilul rege Afonso al VI-lea a devenit dominat de membrii ambițioși ai nobilimii. Regina Maria Francisca și fratele regelui au susținut o revoltă care l-a forțat pe rege să abdice și să consimtă plecaea în exil în Terceira, în insulele Azore. Regina era revoltată de soțul ei gras și impotent și, după 16 luni de mariaj neconsumat, căsătoria a fost anulată. 

## A doua căsătorie
La câteva luni după anularea căsătoriei, Maria Francisca s-a căsătorit Infantele Petru, acum prinț regent al Portugaliei. În 1669 ea a dat naștere unei fetițe, Isabel Luísa Josefa a Portugaliei, prințesă de Beira. Dinastia Braganza a fost la un pas de dispariție și Petru avea nevoie de moștenitori însă Maria Francisca nu mai putea avea copii.
Când Alfonso a murit în 1683, Petru i-a succedat sub numele de Petru al II-lea iar Maria Francisca a devenit regină din nou, pentru scurt timp însă - ea a murit în decembrie același an. Singurul copil al Mariei Francisca a murit necăsătorită la vârsta de 22 de ani. Petru s-a recăsătorit cu Maria Sofia de Neuburg care i-a dăruit mai mulți copii printre care și viitorul rege Ioan al V-lea al Portugaliei.